# Bangkok (Karanggede)
Bangkok is een bestuurslaag in het regentschap Boyolali van de provincie Midden-Java, Indonesië. Bangkok telt 1988 inwoners (volkstelling 2010).